# Meller Dezső
Meller Dezső, született Meller Dávid (Győr, 1882. január 3. – 1948 után) magyar építészmérnök, műépítész.

## Életpályája

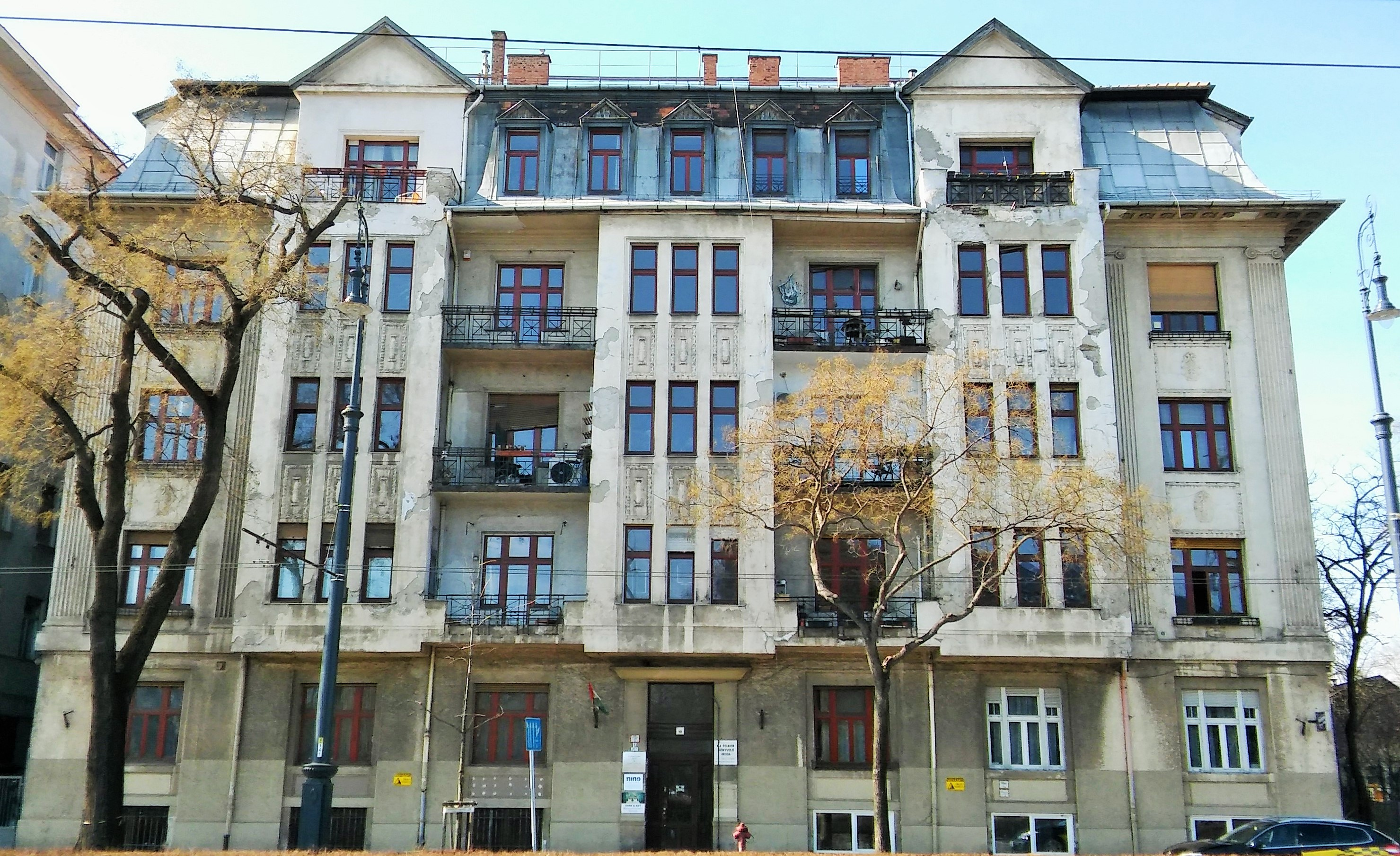
Bérház, Budapest, Dózsa György út 80.

Meller József és Paskesz Janka fiaként született. Középiskoláit Győrött, egyetemi tanulmányait Münchenben végezte 1903-ban építészmérnöki oklevelet nyert. Oklevele elnyerése után Olaszországban, Franciaországban és Németországban folytatott tanulmányokat. Hazatérte után 1906-ban önálló építészeti irodát nyitott. 1912. április 22-én Budapesten, a Ferencvárosban házasságot kötött Honig Rozinával. Miután megözvegyült, 1919. december 23-án Budapesten, az Erzsébetvárosban feleségül vette a nála 16 évvel fiatalabb Kmetyko Ilonát.
Az első világháborúban tűzharcos volt. Hadnagyként vonult hadba és az orosz fronton teljesített szolgálatot. Az általános leszerelésnél mint százados szerelt le. A háborút követően folytatta építészeti hivatását és számos díjat nyert különböző pályázatokon. Nevezetesebb alkotásai közé tartozik a szentendrei városháza, illetve a röjtöki Nagy Elek-kastély. Több bérházat és villát is tervezett.
Két fia közül az idősebb eltűnt a szovjet fronton, míg Péter nevű fia (1923–2008) művészettörténész lett. 
Az első világháború előtt több premodern házat is tervezett. Alkotásai közül ismert többek között egy 1897-ben épült villa kapuzatának átalakítása, 1924-ből. Baráti köréhez tartozott Babits Mihály és Ady Endre Csinszkája is.
Az ő neve alatt dolgozott a háború után a Tanácsköztársaság alatti szereplései miatt építészeti munkájától eltiltott Lessner Manó.
Ő tervezte még:
- 1911: bérház, Budapest, Dózsa György út 80.[5]
- 1912: (tervben maradt ?) bérház, Budapest, Reáltanoda u. 16.[6]